# Lijst van rivieren in Irak

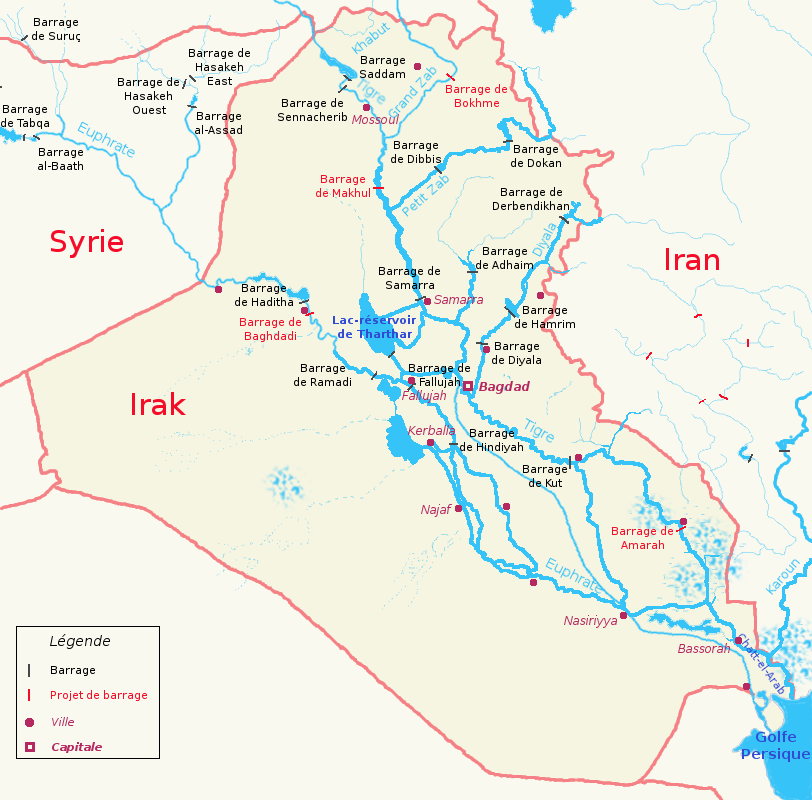
Kaart van Irak.

Dit is een lijst van rivieren in Irak. De rivieren in deze lijst zijn geordend naar drainagebekken en de opeenvolgende zijrivieren zijn ingesprongen weergegeven onder de naam van elke hoofdrivier.

## Perzische Golf
- Sjatt al-Arab
  - Eufraat
    - Sjatt al-Hai of Gharrafkanaal, aftakking van de Tigris
    - Wadi al-Khirr
    - Wadi al-Ubayyid
    - Wadi al-Ghadaf
    - Wadi Tharthar
    - Wadi Hauran

  - Tigris
    - Diyala
    - Khasa
    - 'Adhaim
    - Kleine Zab
    - Grote Zab
      - Khazir

    - Khabur

## Syrische Woestijn
- Wadi al-Mirah
- Wadi Hamir
- Wadi Ar'ar
- Wadi al Batin